# ولد العم أو الخال
في مصطلحات القرابة، ولد العم أو الخال أو أولاد العم أو الخال (في المحكية: ابن العم أو الخال / أبناء العم أو الخال)؛ هو أي قريب يشترك معه الشخص في واحد أو أكثر من الأسلاف المشتركة (غير الوالدين أو الابن أو السلف وما انحدر منهم والأخ وابن الأخ أو أخ من السلف أو الوالدين). ومع ذلك، يُقصد بـ«ابن العم» في اللغة الشائعة عادة وعلى وجه التحديد «ابن العم من الدرجة الأولى».
تُستخدم أنظمة «الدرجات» و«الإبعاد» في الدول التي تتحدث باللغة الإنجليزية على مستوى العالم لوصف العلاقة الدقيقة بين اثنين من أبناء العمومة (بالمعنى الواسع للكلمة) والأحفاد المشتركين بينهم. وقد وضعت العديد من الجهات الحكومية أنظمة للاستخدام القانوني الممكن من خلاله تحديد صلات القرابة على نحو أدق مع الأسلاف المشتركين، والقائمة على أي عدد من الأجيال في الماضي، على الرغم من أن الاستعمال الشائع في كثير من الأحيان يلغي الدرجات والإبعاد ويشير إلى الأشخاص المتعلقين بالسلف المشترك باسم «أبناء العمومة من الدرجة البعيدة» أو «الأقارب».

## تعريفات أساسية
إن الترتيبات في مصطلحات «أبناء العمومة من الدرجة الأولى» و«أبناء العمومة من الدرجة الثانية» و«أبناء العمومة من الدرجة الثالثة» تصف «درجة» العلاقة بابن العم. يتم تحديد علاقة اثنين من أبناء العمومة عن طريق عدد الأجيال نسبة إلى سلفهم المشترك الأقرب. إذا لم يكن أبناء العمومة من الجيل نفسه، فيوصفون بأنهم «أقرباء من الدرجة البعيدة». في هذه الحالة، يُستخدم العدد الأصغر للأجيال نسبة إلى السلف المشترك لتحديد الدرجة، ويحدد الاختلاف في الأجيال عدد مرات الإبعاد لدرجة بعيدة. لاحظ أن أعمار أبناء العمومة لا تتعلق بتعريف علاقة أبناء العم.

## تعريفات رياضية
هناك طريقة رياضية للتعرف على درجة القرابة المشتركة بين اثنين من الأشخاص. يمتلك كل «كبير» أو «جد» في وصف إحدى علاقات الفرد بالسلف المشترك على قيمة عددية مقدرة بالعدد 1.
مثال: إذا كان جد جد جد الجد لأحد الأشخاص هو جد الشخص الثاني، فمن ثم يكون «عدد» الشخص الأول"4" (جد + جد + جد + جد= 4) و«عدد» الشخص الثاني 1 (جد=1). أصغر الرقمين هو درجة القرابة. الشخصان في هذا المثال أبناء عمومة من الدرجة الأولى. الاختلاف بين «عدد» الشخصين هو درجة القرابة البعيدة. في هذه الحالة، ينتقل الشخصان لدرجة بعيدة ثلاثًا (4-1 = 3)، وبذلك يكونوا بمثابة أبناء عمومة من الدرجة الأولى المنتقلين لدرجة بعيدة ثلاثًا.
مثال رقم 2: إذا كان جد جد جد الجد لشخص ما (جد+ جد+ جد+ جد= 4) هو جد جد جد الجد (جد+ جد+ جد+ جد= 4) لشخص آخر، فمن ثم فإن كلا الشخصين أبناء عمومة من الدرجة الرابعة. لا توجد درجة إبعاد، لأنهم في مستوى الجيل نفسه (4-4=0).
مثال رقم 3: إذا كان جد الجد لشخص ما (جد+ جد= 2) هو جد جد جد جد جد الجد (جد+ جد+ جد+ جد + جد+ جد= 6) للشخص الثاني، فمن ثم فإن كلا الشخصين أبناء عمومة من الدرجة الرابعة. «رقم» الشخص الأول (2) هو الأدنى، مما يجعلهم أقرباء من الدرجة الثانية. الاختلاف بين الشخصين هو 4 (6 − 2 = 4)، وهو درجة النقل لدرجة بعيدة (اختلاف الجيل).

### استخدام العامية
في لغة الكلام اليومية، تُستخدم كلمة «ابن العم» في كثير من الأحيان استخدامًا آخر. فيقصد به في الأساس ابن العم من الدرجة الأولى، ولكن يستخدم البعض مصطلح «ابن العم» للإشارة إلى الأقرباء بجميع أنواعهم، مثل الأقرباء من الدرجة الأولى والأقرباء من الدرجة الثانية والأقرباء من الدرجة الثالثة، إضافة إلى الأقرباء الذين تم نقلهم لدرجة بعيدة مرة أو أكثر. ونادرًا ما تُستخدم مصطلحات المقيد النحوي مثل «ابن الخال من ناحية الأم» أو «ابن العم غير المباشر» في لغة الكلام اليومية.

### استخدام القرابات البعيدة للغاية
على الرغم من أن استخدام كلمة «ابن العم» في هذا السياق يعد أمرًا نادرًا (خاصة خارج الأدب التطوري)، فإن أي اثنين من المخلوقات الحية بغض النظر عن نوعهم (أو أي مستوى آخر من التصنيف) هم في الحقيقة أبناء عم بعيدون جدًا بحكم النسب المشترك من الخلية المفردة التي لا يزال أسلافها على قيد الحياة فيما بعد عصر باليوارتشين (Paleoarchean Era).